# Municipio de Kedron
El municipio de Kedron (en inglés: Kedron Township) es un municipio ubicado en el condado de Woodbury en el estado estadounidense de Iowa. En el año 2010 tenía una población de 750 habitantes y una densidad poblacional de 7,91 personas por km².

## Geografía
El municipio de Kedron se encuentra ubicado en las coordenadas 42°25′46″N 95°50′29″O / 42.42944, -95.84139. Según la Oficina del Censo de los Estados Unidos, el municipio tiene una superficie total de 94.81 km², de la cual 94,56 km² corresponden a tierra firme y (0,26 %) 0,25 km² es agua.

## Demografía
Según el censo de 2010, había 750 personas residiendo en el municipio de Kedron. La densidad de población era de 7,91 hab./km². De los 750 habitantes, el municipio de Kedron estaba compuesto por el 96,93 % blancos, el 0,13 % eran amerindios, el 0,13 % eran asiáticos, el 2 % eran de otras razas y el 0,8 % eran de una mezcla de razas. Del total de la población el 2,8 % eran hispanos o latinos de cualquier raza.